# سد كوكارال
'سد كوكارال' هو سد بني في بحر آرال السابق من أجل الحفاظ على مستوى معين في الجزء الشمالي من ما تبقى من هذا البحر. واكتمل بناؤه في أغسطس 2005.

## معلومات عن السد
بني السد في الجزء الشمالي من بحر آرال السابق، إلى الشرق من جزيرة كوكارال. لأسباب مالية، تم تركيبه لأول مرة مع أكياس الرمل في عام 1992 و1996 ولكن سرعان ما أزيلت. بدأ بناء السد الحالي من الأسمنت الصلب في عام 2003. بطول 13 كيلومترا وارتفاعه 10 م، ساعد على تحقيق مستوى المياه على ارتفاع 42 مترا وانعاش صيد السمك.
1. ↑  The North Aral Sea [وصلة مكسورة] نسخة محفوظة 06 ديسمبر 2016 على موقع واي باك مشين.